# Attilio Ferraris
Attilio Ferraris detto Ferraris IV (Roma, 26 marzo 1904 – Montecatini Terme, 8 maggio 1947) è stato un calciatore italiano, di ruolo mediano, campione del Mondo con la Nazionale italiana nel 1934.

## Biografia
Era nativo del Rione Borgo, cresciuto in una numerosa famiglia di otto figli: 4 maschi e 4 femmine. Il padre Secondo era di origine piemontese e aveva in gestione una bottega di bambole nei pressi di via Cola di Rienzo. Proprio in ragione delle sue origini, quando il ragazzo era ancora minorenne, la Juventus inviò due suoi incaricati dal papà, chiedendo di favorire il suo passaggio in bianconero. Lui rispose che non avrebbe venduto suo figlio. Sapeva che suo figlio voleva rimanere a Roma e giocare nella squadra della sua città.
"Tilio" viveva in una famiglia dove il football era di casa. Anche gli altri fratelli, che erano più grandi di lui, giocavano. Soprattutto Paolino era bravissimo, quasi quanto Attilio. Gino, invece, "giochicchiava", perché aveva avuto un infortunio a una gamba. Spesso la mamma Eurosia, per star tranquilla, mandava la sorella più piccola Jolanda a controllare se lui e i fratelli fossero al campo della Fortitudo.
Proprio la sorella lo ricorderà come un ragazzo gioviale, di una enorme generosità e che aveva un grande amore per la sua famiglia e adorava i bambini. Tornando dalle trasferte della Nazionale, veniva spesso sommerso da questi piccoletti che gli chiedevano una foto, un autografo. Lui apriva la valigetta e gli dava regolarmente la maglia azzurra.

## Carriera

### Club
Cominciò la sua carriera nella Fortitudo, sul campo dell'Istituto Pio IX, a Castel Sant'Angelo, sotto la guida di Fratel Porfirio. Nel 1927, dalla fusione della stessa Fortitudo con le società Alba Audace e il Roman, nacque la AS Roma, e Ferraris ne diventò il primo capitano della sua storia.

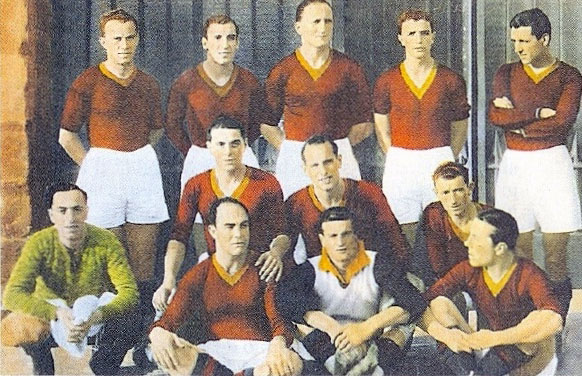
Ferraris (al centro vicino all'amico Bernardini) nella Roma del 1931.

Era sempre protagonista mettendo in campo giocate eleganti accompagnate da cattiveria agonistica, senza mai uscire però dai binari della correttezza e della sportività. Amatissimo dai tifosi, una volta, quando si fece male, arrivò talmente tanta gente che il portiere dello stabile mise un cartello dove era scritto il piano in cui si trovava Ferraris, e un tifoso all'ingresso dovette essere incaricato di regolare il traffico dei visitatori in entrata e in uscita. In totale con i giallorossi disputò 198 partite segnando tre gol, giocando mediano laterale, terzino o anche centromediano. Insieme all'amico Fulvio Bernardini costituì una coppia indimenticabile della Roma di Campo Testaccio. Rimasero celebri le parole con le quali decise di cedergli la fascia di capitano : “A Fu' tu sei er mejio: er capitano fallo tu…”, testimonianza anche del suo temperamento da vero romano oltre che da romanista.
Aveva un carattere poco incline alla disciplina, era un uomo dai gusti raffinati, ricercato nel vestire, amante delle donne, cultore delle macchine di grossa cilindrata e, soprattutto, col vizio accanito del gioco. Gioco che gli risucchiava, senza rimorsi da parte sua, gran parte del denaro guadagnato con il calcio. “Se avessi ancora i soldi persi a poker, ai cavalli e ai cani, ma sai quanti soldi me giocherei ancora!!!”, diceva spesso con risata.

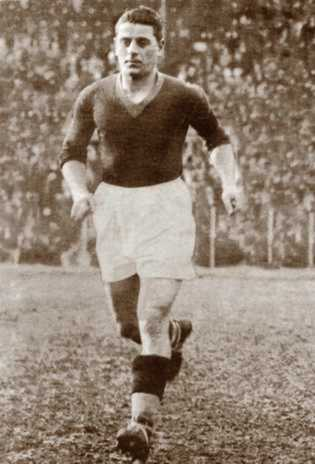
Ferraris con la maglia della Roma

Le sue abitudini si conciliavano poco e male con il ruolo di calciatore; spesso saltava gli allenamenti. Il presidente Sacerdoti doveva spesso proteggerlo dalle sfuriate degli allenatori della Roma; lo aiutò persino ad aprire un bar con biliardo nel suo quartiere. Poi, quando si presentò per l'ennesima volta in ritardo ad una partita di campionato, la misura fu colma e Ferraris IV venne messo fuori rosa. A 30 anni, la sua carriera di calciatore sembrava seriamente compromessa e l'indomito "Tilio" avviato sul viale del tramonto. Lo risollevò da quel gorgo fumoso e anonimo il ct della Nazionale che andò a cercarlo personalmente nel suo bar trovandolo con la stecca da biliardo in mano e l'ennesima sigaretta in bocca. Gli strappò la promessa di smettere di fumare e di provare a prepararsi per il mondiale. Ci riuscì: si allenò con uno zelo ed una dedizione che non gli si erano stati mai riconosciuti prima e con la Nazionale divenne Campione del Mondo.
La sua inattesa rinascita al Mondiale del 1934 rilanciò la sua carriera e il presidente laziale Gualdi lo volle tanto fortemente che offrì 150.000 lire pur di vestirlo di biancoceleste. La Roma accettò i soldi e così Attilio passò di sorpresa alla Lazio, dove disputò 39 partite. Il periodo biancoceleste fu però breve e dopo due anni venne ceduto al Bari. Con i pugliesi firmò 54 presenze in due stagioni, poi nel 1938 tornò alla sua Roma, e infine terminò la sua carriera professionistica nel Catania, dove venne ingaggiato negli acquisti invernali, ricoprendo inoltre il ruolo di allenatore quando il tecnico ungherese György Orth rassegnò le proprie dimissioni. In seguito indossa la maglia dell'Elettronica, giocando fino all'età di quarant'anni. Suo il famoso giuramento che, prima di entrare in campo, imponeva ai neogiallorossi. Con il pallone tra le mani dovevano recitare insieme a lui: ”Chi da' 'a lotta desiste fa 'na fine mooorto triste, chi desiste da' 'a lotta è 'n gran fijo de 'na mignotta!”

### Nazionale

Ferraris in Nazionale

Fu il primo giocatore della Roma a vestire la maglia della Nazionale italiana: esordì il 1º gennaio 1928 a Genova, in occasione di Italia-Svizzera (3-2). Sempre nel 1928 figurò nella squadra vincitrice della medaglia di bronzo ai Giochi olimpici di Amsterdam.
La sua vita sregolata, dedita alle sigarette e al gioco, ne aveva provocato l'uscita dal giro azzurro e pure dalla sua squadra di club, minandone le qualità di grande combattente. A sorpresa, quando era già mentalmente e atleticamente un ex giocatore, il Commissario unico della nazionale Vittorio Pozzo, che ne conosceva le qualità, gli concedette fiducia e lo convocò per il Campionato mondiale 1934 che si sarebbe disputato in Italia. Così, ripescato e rimessosi a nuovo grazie alla feroce applicazione, si presentò al ritiro sul Lago Maggiore in condizioni fisiche smaglianti, diventando uno dei baluardi della squadra azzurra. Inizialmente partito come riserva, venne chiamato in causa nella ripetizione della sfida del quarto di finale contro la Spagna per sostituire (giocando poi fino alla fine del torneo) Pizziolo, che nella prima partita si era fratturato una gamba (dalla stessa partita erano usciti malconci ed esausti e non giocarono nella ripetizione anche Schiavio e Ferrari). Schierato nel ruolo di interno destro fu protagonista di una grande prestazione trascinando con la sua carica agonistica i compagni di squadra. Non uscì più dall'undici titolare arrivando fino alla finale di Roma dove si laureò Campione del mondo.
Nel novembre 1934 fu tra i "Leoni di Highbury" più elogiati dalla stampa britannica nella partita del dopomondiale nello stadio londinese, persa dagli azzurri per 2-3 contro i "maestri inglesi". A fine primo tempo, con la squadra sotto di 0-3 e in inferiorità numerica per l'infortunio di Monti, Ferraris, con il carisma che gli era consueto, spronò i compagni a tirare fuori la grinta e l'orgoglio. Nella ripresa, insieme a Meazza, trascinò gli azzurri in una rimonta che non si completò per un soffio.

## La morte

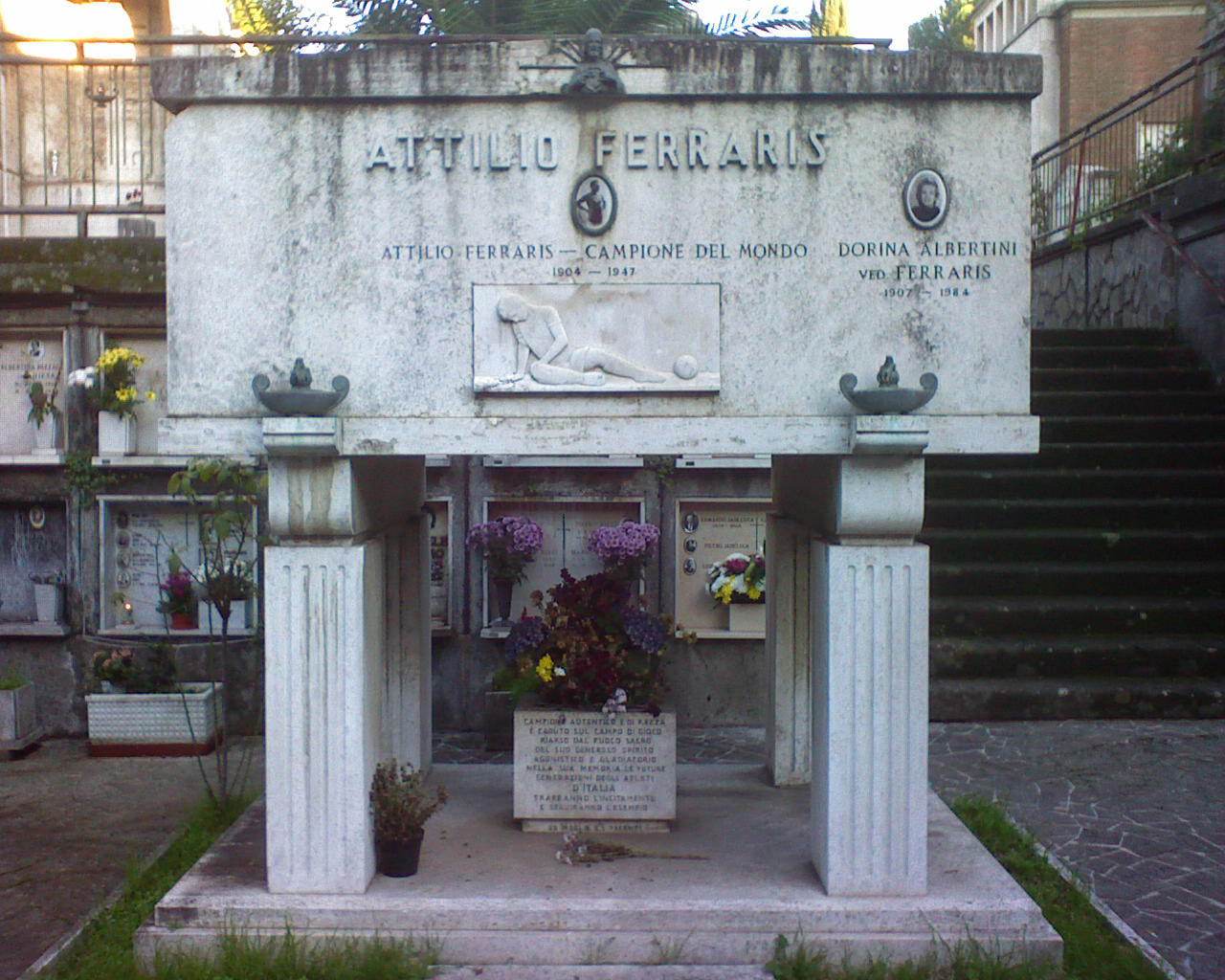
La tomba di Ferraris al Cimitero del Verano, a Roma.

Morì a Montecatini l'8 maggio 1947, su un campo di calcio, durante una partita tra vecchie glorie. La sua tomba al cimitero monumentale del Verano riporta la lapide Attilio Ferraris – Campione del Mondo. Ai funerali sulla sua bara ci fu la maglia della Nazionale di Bernardini: invano se ne cercò una di Attilio, e non trovandola fu proprio il fraterno amico a porgere la sua.

## Statistiche

### Presenze e reti nei club
| Stagione         | Squadra          | Campionato       | Campionato | Campionato | Coppe nazionali | Coppe nazionali | Coppe nazionali | Coppe continentali | Coppe continentali | Coppe continentali | Totale | Totale |
| Stagione         | Squadra          | Comp             | Pres       | Reti       | Comp            | Pres            | Reti            | Comp               | Pres               | Reti               | Pres   | Reti   |
| ---------------- | ---------------- | ---------------- | ---------- | ---------- | --------------- | --------------- | --------------- | ------------------ | ------------------ | ------------------ | ------ | ------ |
| 1922-1923        | Fortitudo        | PD               | 8          | 0          | -               | -               | -               | -                  | -                  | -                  | 8      | 0      |
| 1923-1924        | Fortitudo        | PD               | 10         | 0          | -               | -               | -               | -                  | -                  | -                  | 10     | 0      |
| 1924-1925        | Fortitudo        | PD               | 7          | 1          | -               | -               | -               | -                  | -                  | -                  | 7      | 1      |
| 1925-1926        | Fortitudo        | PD               | 18         | 1          | -               | -               | -               | -                  | -                  | -                  | 18     | 1      |
| 1926-1927        | Fortitudo        | DN               | 18         | 1          | -               | -               | -               | -                  | -                  | -                  | 18     | 1      |
| Totale Fortitudo | Totale Fortitudo | Totale Fortitudo | 61         | 3          |                 | -               | -               |                    | -                  | -                  | 61     | 3      |
| 1927-1928        | Roma             | DN               | 20         | 0          | CC              | 15              | 1               |                    | -                  | -                  | 35     | 1      |
| 1928-1929        | Roma             | DN               | 29         | 1          | -               | -               | -               | -                  | -                  | -                  | 29     | 1      |
| 1929-1930        | Roma             | A                | 34         | 0          | -               | -               | -               | -                  | -                  | -                  | 34     | 0      |
| 1930-1931        | Roma             | A                | 34         | 0          | -               | -               | -               | -                  | -                  | -                  | 34     | 0      |
| 1931-1932        | Roma             | A                | 33         | 1          | -               | -               | -               | CM                 | 4                  | 0                  | 37     | 1      |
| 1932-1933        | Roma             | A                | 27         | 0          | -               | -               | -               | -                  | -                  | -                  | 27     | 0      |
| 1933-1934        | Roma             | A                | 21         | 1          | -               | -               | -               | -                  | -                  | -                  | 21     | 1      |
| 1934-1935        | Lazio            | A                | 30         | 0          | -               | -               | -               | -                  | -                  | -                  | 30     | 0      |
| 1935-1936        | Lazio            | A                | 9          | 0          | CI              | 1               | 0               | -                  | -                  | -                  | 10     | 0      |
| Totale Lazio     | Totale Lazio     | Totale Lazio     | 39         | 0          |                 | 1               | 0               |                    | -                  | -                  | 40     | 0      |
| 1936-1937        | Bari             | A                | 29         | 0          | CI              | 2               | 0               | -                  | -                  | -                  | 31     | 0      |
| 1937-1938        | Bari             | A                | 25         | 0          | CI              | 0               | 0               | -                  | -                  | -                  | 25     | 0      |
| Totale Bari      | Totale Bari      | Totale Bari      | 54         | 0          |                 | 2               | 0               |                    | -                  | -                  | 56     | 0      |
| 1938-1939        | Roma             | A                | 12         | 0          | CI              | 2               | 0               | -                  | -                  | -                  | 14     | 0      |
| Totale Roma      | Totale Roma      | Totale Roma      | 210        | 3          |                 | 17              |                 |                    | 4                  | 0                  | 231    | 4      |
| 1939-1940        | Catania          | B                | 15         | 0          | CI              | 0               | 0               | -                  | -                  | -                  | 15     | 0      |
| Totale Carriera  | Totale Carriera  | Totale Carriera  | 379        | 6          |                 | 20              | 2               |                    | 4                  | 0                  | 403    | 8      |

### Presenze e reti in Nazionale
| Cronologia completa delle presenze e delle reti in nazionale ― Italia | Cronologia completa delle presenze e delle reti in nazionale ― Italia | Cronologia completa delle presenze e delle reti in nazionale ― Italia | Cronologia completa delle presenze e delle reti in nazionale ― Italia | Cronologia completa delle presenze e delle reti in nazionale ― Italia | Cronologia completa delle presenze e delle reti in nazionale ― Italia | Cronologia completa delle presenze e delle reti in nazionale ― Italia | Cronologia completa delle presenze e delle reti in nazionale ― Italia |
| Data                                                                  | Città                                                                 | In casa                                                               | Risultato                                                             | Ospiti                                                                | Competizione                                                          | Reti                                                                  | Note                                                                  |
| --------------------------------------------------------------------- | --------------------------------------------------------------------- | --------------------------------------------------------------------- | --------------------------------------------------------------------- | --------------------------------------------------------------------- | --------------------------------------------------------------------- | --------------------------------------------------------------------- | --------------------------------------------------------------------- |
| 9-5-1926                                                              | Milano                                                                | Italia                                                                | 3 – 2                                                                 | Svizzera                                                              | Amichevole                                                            | -                                                                     |                                                                       |
| 28-10-1926                                                            | Praga                                                                 | Cecoslovacchia                                                        | 3 – 1                                                                 | Italia                                                                | Amichevole                                                            | -                                                                     |                                                                       |
| 1-1-1928                                                              | Genova                                                                | Italia                                                                | 3 – 2                                                                 | Svizzera                                                              | Coppa Internazionale 1927-1930                                        | -                                                                     |                                                                       |
| 25-3-1928                                                             | Roma                                                                  | Italia                                                                | 4 – 3                                                                 | Ungheria                                                              | Coppa Internazionale 1927-1930                                        | -                                                                     |                                                                       |
| 9-2-1930                                                              | Roma                                                                  | Italia                                                                | 4 – 2                                                                 | Svizzera                                                              | Amichevole                                                            | -                                                                     |                                                                       |
| 2-3-1930                                                              | Francoforte                                                           | Germania                                                              | 0 – 2                                                                 | Italia                                                                | Amichevole                                                            | -                                                                     |                                                                       |
| 6-4-1930                                                              | Amsterdam                                                             | Paesi Bassi                                                           | 1 – 1                                                                 | Italia                                                                | Amichevole                                                            | -                                                                     |                                                                       |
| 11-5-1930                                                             | Budapest                                                              | Ungheria                                                              | 0 – 5                                                                 | Italia                                                                | Coppa Internazionale 1927-1930                                        | -                                                                     |                                                                       |
| 22-6-1930                                                             | Bologna                                                               | Italia                                                                | 2 – 3                                                                 | Spagna                                                                | Amichevole                                                            | -                                                                     |                                                                       |
| 25-1-1931                                                             | Bologna                                                               | Italia                                                                | 5 – 0                                                                 | Francia                                                               | Amichevole                                                            | -                                                                     |                                                                       |
| 22-2-1931                                                             | Milano                                                                | Italia                                                                | 2 – 1                                                                 | Austria                                                               | Coppa Internazionale 1931-1932                                        | -                                                                     |                                                                       |
| 29-3-1931                                                             | Berna                                                                 | Svizzera                                                              | 1 – 1                                                                 | Italia                                                                | Coppa Internazionale 1931-1932                                        | -                                                                     |                                                                       |
| 12-4-1931                                                             | Oporto                                                                | Portogallo                                                            | 0 – 2                                                                 | Italia                                                                | Amichevole                                                            | -                                                                     |                                                                       |
| 19-4-1931                                                             | Bilbao                                                                | Spagna                                                                | 0 – 0                                                                 | Italia                                                                | Amichevole                                                            | -                                                                     |                                                                       |
| 20-5-1931                                                             | Roma                                                                  | Italia                                                                | 3 – 0                                                                 | Scozia                                                                | Amichevole                                                            | -                                                                     |                                                                       |
| 15-11-1931                                                            | Roma                                                                  | Italia                                                                | 2 – 2                                                                 | Cecoslovacchia                                                        | Coppa Internazionale 1931-1932                                        | -                                                                     |                                                                       |
| 13-12-1931                                                            | Torino                                                                | Italia                                                                | 3 – 2                                                                 | Ungheria                                                              | Coppa Internazionale 1931-1932                                        | -                                                                     |                                                                       |
| 14-2-1932                                                             | Napoli                                                                | Italia                                                                | 3 – 0                                                                 | Svizzera                                                              | Coppa Internazionale 1931-1932                                        | -                                                                     |                                                                       |
| 20-3-1932                                                             | Vienna                                                                | Austria                                                               | 2 – 1                                                                 | Italia                                                                | Coppa Internazionale 1931-1932                                        | -                                                                     |                                                                       |
| 10-4-1932                                                             | Parigi                                                                | Francia                                                               | 1 – 2                                                                 | Italia                                                                | Amichevole                                                            | -                                                                     |                                                                       |
| 8-5-1932                                                              | Budapest                                                              | Ungheria                                                              | 1 – 1                                                                 | Italia                                                                | Coppa Internazionale 1931-1932                                        | -                                                                     |                                                                       |
| 28-10-1932                                                            | Praga                                                                 | Cecoslovacchia                                                        | 2 – 1                                                                 | Italia                                                                | Coppa Internazionale 1931-1932                                        | -                                                                     |                                                                       |
| 1-6-1934                                                              | Firenze                                                               | Italia                                                                | 1 – 0                                                                 | Spagna                                                                | Mondiali 1934 - Quarti di finale                                      | -                                                                     |                                                                       |
| 3-6-1934                                                              | Milano                                                                | Italia                                                                | 1 – 0                                                                 | Austria                                                               | Mondiali 1934 - Semifinale                                            | -                                                                     |                                                                       |
| 10-6-1934                                                             | Roma                                                                  | Italia                                                                | 2 – 1 dts                                                             | Cecoslovacchia                                                        | Mondiali 1934 - Finale                                                | -                                                                     | 1º Titolo Mondiale                                                    |
| 14-11-1934                                                            | Londra                                                                | Inghilterra                                                           | 3 – 2                                                                 | Italia                                                                | Amichevole                                                            | -                                                                     | cap.                                                                  |
| 9-12-1934                                                             | Milano                                                                | Italia                                                                | 4 – 2                                                                 | Ungheria                                                              | Amichevole                                                            | -                                                                     | cap.                                                                  |
| 17-2-1935                                                             | Roma                                                                  | Italia                                                                | 2 – 1                                                                 | Francia                                                               | Amichevole                                                            | -                                                                     | cap.                                                                  |
| Totale                                                                |                                                                       | Presenze                                                              | 28                                                                    |                                                                       | Reti                                                                  | 0                                                                     |                                                                       |

## Palmarès

### Club
- Coppa CONI: 1

Roma: 1928

### Nazionale
- Bronzo olimpico: 1

Amsterdam 1928
- Campionato mondiale: 1

Italia 1934

### Individuale
- All-Star Team dei Mondiali: 1[4]

Italia 1934